# Ungdomsbrandkår
En ungdomsbrandkår är en förening för ungdomar mellan 11 och 18 år som är intresserade av att lära sig hjälpa andra som är i nödsituationer. I grunden utbildas man för att kunna hantera handbrandsläckare och att ge första hjälpen. Dessutom provar man på mycket av vad en yrkesbrandman gör, såsom rökdykning etc. Bland de övriga momenten som man brukar utbilda i finns stegar, brandsläckning, brandbilskännedom, vattenlivräddning och inte minst förebyggande brandskydd.
Utöver utbildningen genomförs många träffar, tävlingar och läger för ungdomsbrandmännen. Vartannat år har man läger i Sverige, och vartannat genomförs CTIF-Games, något som även kallas för Ungdomsbrandmanna-EM.
Det finns många exempel där ungdomsbrandmän räddat liv och egendom tack vare sina kunskaper. I Sverige finns idag ca 35 ungdomsbrandkårer utspridda i landet. 

## Läger
- 1994 - Malmö
- 1995 (CTIF)
- 1996 - Uppsala
- 1997 (CTIF)
- 1998 - Hörby
- 1999 - (CTIF)
- 2000 - Laholm, Sverige
- 2001 -  (CTIF)
- 2002 - Öland, Sverige
- 2003 - Kapfenberg, Österrike (CTIF)
- 2004 - Norrköping, Sverige
- 2005 - Varazdin, Kroatien (CTIF)
- 2006 - Båstad, Sverige
- 2007 - Revinge, Sverige (CTIF)
- 2008 - Skåne, Sverige (exakt plats oklar)